# Jochen Breyer

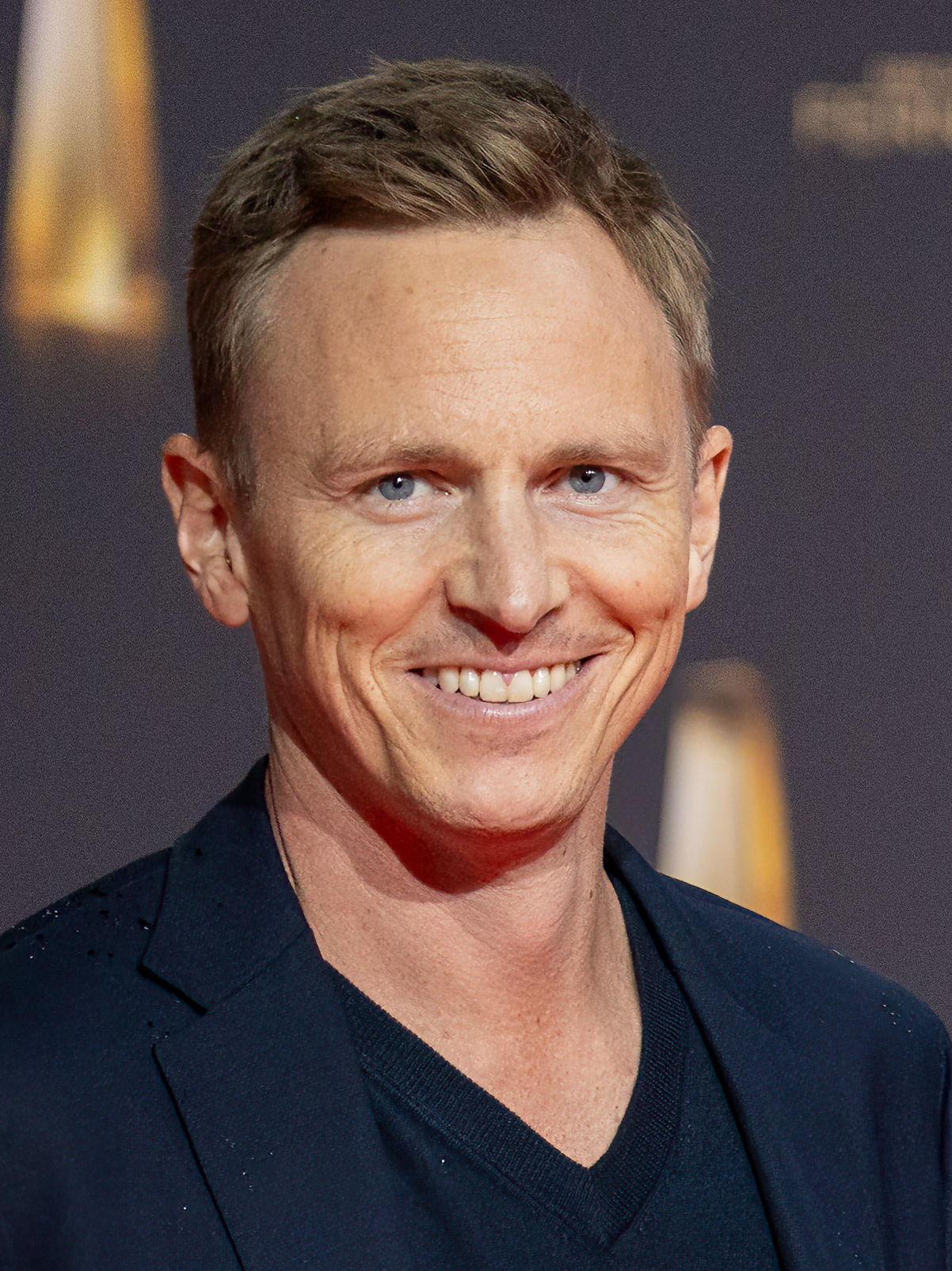
Jochen Breyer (2024)

Jochen Breyer (* 11. November 1982 in Heidelberg) ist ein deutscher Fernsehmoderator und Journalist.

## Ausbildung
Jochen Breyer machte 2002 sein Abitur am Friedrich-Hecker-Gymnasium in Radolfzell. Im Anschluss begann er ein Studium der Politikwissenschaften an der Ludwig-Maximilians-Universität in München, das er 2006 mit dem Magister artium beendete. Während seines Studiums und danach arbeitete er für die Süddeutsche Zeitung und den Bayerischen Rundfunk. 2007 kam Breyer zum ZDF und wurde dort zunächst als Reporter und Interviewer eingesetzt. Seit 2011 arbeitet er als Moderator für das ZDF, seit 2016 dreht er zudem Dokumentationen und Reportagen.

## Moderator
Breyer begann seine Moderations-Karriere im ZDF-Morgenmagazin. 2011 wurde er dort fester Moderator.
Ab der Saison 2012/2013 war er sechs Jahre lang Moderator der UEFA Champions League zusammen mit dem Experten Oliver Kahn. Am 14. Dezember 2013 moderierte Breyer erstmals das aktuelle Sportstudio. Er trat dort die Nachfolge von Michael Steinbrecher an und wurde mit 31 Jahren der zweitjüngste Moderator in der Geschichte der Sendung. Bei der WM 2018 bildete Breyer in Russland mit Oliver Welke das Moderationsduo des ZDF. Bei der EM 2021 sowie der WM 2022 war Breyer Hauptmoderator des ZDF mit den Experten Christoph Kramer und Per Mertesacker.

### Auszeichnungen
2021 wurde Breyer mit dem Deutschen Sportjournalistenpreis als „Bester Sportmoderator“ ausgezeichnet.
2022 wurde er als Journalist des Jahres in der Kategorie Sport ausgezeichnet. In der Begründung der Jury hieß es: „Seine Interviewkunst beeindruckt: unvoreingenommen und zugewandt, gleichzeitig kompromisslos kritisch und unbequem“.
2023 gewann er für seine Moderation der Übertragungen der Fußball-Weltmeisterschaft 2022 den Deutschen Fernsehpreis.

### Kritiken
Breyer war Moderator der EM-Sendung am 12. Juni 2021, als der dänische Nationalspieler Christian Eriksen im Spiel gegen Finnland kollabierte und um sein Leben kämpfte. Für die Art und Weise, wie Breyer und die Experten im Studio Christoph Kramer und Per Mertesacker mit dieser Ausnahmesituation umgingen, bekamen sie viel Lob. Besonders hervorgehoben wurde die empathische und einfühlsame Moderation von Breyer.
Ebenfalls positiv bewertet wurde Breyer für ein Interview mit Karl-Heinz Rummenigge im Februar 2021, in dem er den Vorstandsvorsitzenden des FC Bayern kritisch erwiderte. Dabei ging es unter anderem um die Geschäftsbeziehung des FC Bayern mit Katar, die dem Verein viel Kritik einbringt. Auf Rummenigges Erklärung, in Katar herrsche nun mal eine andere Kultur, konterte Breyer mit dem Satz: „Menschenrechtsverletzungen sind keine Kultur.“ Dieser Satz brachte Breyer mediale Zustimmung. Der Spiegel schrieb, Breyer habe mit dem Interview viel für die Reputation des Sportstudios getan.
In die Kritik geriet Breyer nach einer Sendung des Aktuellen Sportstudios im April 2020 für ein Interview mit Dietmar Hopp, in dem es unter anderem um dessen Verhältnis zur Fan-Szene ging. Grund für die Kritik war zum einen die redaktionelle Entscheidung, kein Live-Gespräch mit Hopp zu führen, sondern es Hopp zu gestatten, Video-Mitschnitte auf vorab gestellte schriftliche Fragen einzureichen, und zum anderen die Tatsache, dass Breyer wenige Monate zuvor als Nebentätigkeit den Neujahrsempfang der TSG Hoffenheim moderiert hatte. Kritiker warfen die Frage eines Interessenkonflikts Breyers auf. Breyer kündigte daraufhin an, nicht mehr für Bundesligavereine zu moderieren. Außerdem arbeitete er den Konflikt zwischen Hopp und den Fanszenen in Form einer Dokumentation auf, die im März 2021 im ZDF gesendet wurde und gute Kritiken bekam. Laut eigener Aussage habe die Kritik nach jener Sportstudio-Sendung „sehr an ihm genagt“, was ausschlaggebend für die Erstellung dieser Dokumentation gewesen sei. Durch die Recherche habe sich sein Blick auf diesen Konflikt verändert. Die Dokumentation schlug hohe Wellen, da Breyer darin aufdeckte, dass viele Funktionäre des FC Bayern, der TSG Hoffenheim und des DFB über die Pläne der Bayern-Fans, beim Bundesligaspiel Hoffenheim gegen Bayern am 29. Februar 2020 eine Protestaktion gegen Dietmar Hopp und den DFB durchzuführen, Bescheid wussten und die Reaktionen der Beteiligten an jenem Tag demnach nicht spontan, sondern teilweise inszeniert waren.

## Dokumentationen
Seit 2016 dreht Breyer gesellschaftspolitische Reportagen für das ZDF. Die erste Reportage handelte von Rassismus in Frankreich und lief am 10. Juni 2016. Seit August 2017 hat Breyer seine eigene Reportagereihe im ZDF: Am Puls Deutschlands. Darin werden zu aktuellen Themen die verschiedenen Standpunkte in der Gesellschaft abgebildet. Bislang sind neun Episoden erschienen. 2019 war er mit Am Puls Deutschlands für den Deutschen Fernsehpreis nominiert.
Im November 2022 sendete das ZDF die Dokumentation Geheimsache Katar, die Breyer gemeinsam mit der Journalistin Julia Friedrichs recherchiert hatte. In ihrem Film warfen Breyer und Friedrichs einen kritischen Blick auf das Gastgeberland der Fußball-Weltmeisterschaft 2022 Katar und hinterfragten die Umstände der Vergabe des Turniers. Unter anderem sorgte in diesem Zusammenhang sein Interview mit dem katarischen WM-Botschafter Khalid Salman für zahlreiche Reaktionen.
Mitte Dezember 2023 sendete das ZDF die Dokumentation Die geheime Welt der Superreichen – Das Milliardenspiel, die Breyer gemeinsam mit der Journalistin Julia Friedrichs recherchiert hat. Auf einer von der Wirtschaftskanzlei Flick Gocke Schaumburg veranstalteten Tagung zu Steuerthemen trafen die Filmemacher auf die Ministerialrätin Gerda Hofmann.

## Sonstiges
2019 moderierte er zusammen mit der Schauspielerin Anna Loos das Bühnenprogramm der offiziellen Feierlichkeiten zu „30 Jahre Mauerfall“ am Brandenburger Tor.
Breyer engagiert sich für die Nicolaidis Young Wings Stiftung und Viva con Agua.

## Moderationen

### Fortlaufend
- seit 2013: Das aktuelle Sportstudio, ZDF
- seit 2017: Am Puls Deutschlands

### Ehemals/Einmalig
- von 2011 bis 2020: ZDF-Morgenmagazin, ZDF
- 2012–2018: UEFA Champions League im ZDF
- 2018: Fußball-WM im ZDF
- 2019: Bühnenprogramm der offiziellen Feierlichkeiten zu „30 Jahre Mauerfall“ am Brandenburger Tor
- 2021: Fußball-EM im ZDF
- 2022: Fußball-WM im ZDF
- 2024: Fußball-EM im ZDF

## Auszeichnungen
- Deutscher Sportjournalistenpreis 2013 in der Kategorie „Bester Newcomer“[34]
- Audi Generation Award 2014 in der Kategorie „Medien“
- Deutscher Fernsehpreis 2019 in der Kategorie „Infotainment“[26]
- Deutscher Fernsehpreis 2021 Nominierung in den Kategorien „Sport“ und „beste Einzelleistung Politik“
- Deutscher Sportjournalistenpreis 2021 in der Kategorie „Bester Sportmoderator“[35]
- Journalist des Jahres 2022 in der Kategorie Sport.[4]